# Röytiinluoto
Röytiinluoto är en halvö i Finland. Den ligger i sjön Ätäskö och i kommunen Kides i den ekonomiska regionen  Mellersta Karelens ekonomiska region  och landskapet Norra Karelen, i den sydöstra delen av landet, 300 km nordost om huvudstaden Helsingfors.